# Mallophora fritzi
Mallophora fritzi är en tvåvingeart som beskrevs av Artigas och Angulo 1980. Mallophora fritzi ingår i släktet Mallophora och familjen rovflugor. Inga underarter finns listade i Catalogue of Life.